# Watampone
Watampone, "la capitale de Bone" en langue bugis, est une ville d'Indonésie située dans la province de Sulawesi du Sud dans l'île de Célèbes. C'est le chef-lieu du kabupaten de Bone.

## Histoire
Watampone était la capitale du royaume de Bone.

## Tourisme
On trouve à Watampone :
- Une maison traditionnelle de noble bugis, la Bola Somba
- Le musée Saoraja Lapawawoi
- Le cimetière royal de Bone à Bukaka.